# Reserva Extrativista do Lago do Capanã Grande
A Reserva Extrativista do Lago do Capanã Grande é uma unidade de conservação federal do Brasil categorizada como reserva extrativista e criada por Decreto Presidencial em 3 de junho de 2004 numa área de 304.146 hectares no estado do Amazonas. 